# Serge Paugam
Pour les articles homonymes, voir Paugam.
Serge Paugam est un sociologue français né le 9 mars 1960 à Lesneven dans le Finistère. Ses recherches portent notamment sur les formes de la pauvreté et les fondements du lien social. 

## Parcours
Il a soutenu sa thèse de doctorat de sociologie en juin 1988 à l'École des hautes études en sciences sociales (EHESS) sur « La disqualification sociale ». Directeur de recherche au Centre national de la recherche scientifique et directeur d'études à l'EHESS, il est l'auteur de plusieurs ouvrages, désormais classiques, sur la pauvreté et la précarité, tant en France qu'à l'étranger. Il a assuré, de 2004 à 2009, la responsabilité pédagogique de la formation doctorale en sociologie de l’EHESS. Il a créé et dirige la collection « Le lien social »  aux Presses universitaires de France. Il a fondé en 2010, chez le même éditeur, la revue Sociologie qu’il dirige depuis cette date. Il est le directeur du Centre Maurice-Halbwachs depuis janvier 2019.

## Thèmes de recherche
Serge Paugam a mené une grande partie de ses recherches sur la pauvreté et la précarité. Il a élaboré le concept de disqualification sociale, qui est son sujet de sa thèse dirigée par Dominique Schnapper. Il défend une approche non uniquement monétaire de la pauvreté, mais comme un état se traduisant par une rupture des liens sociaux Dans Les formes élémentaires de la pauvreté, il étudie ainsi, à travers le terrain européen, trois formes de pauvreté liées à ses représentations sociales et aux liens sociaux : la pauvreté intégrée, la pauvreté marginale et la pauvreté disqualifiante.
Ses recherches portent également sur les fondements des liens sociaux à partir desquels il est possible de définir et de conceptualiser différents types de ruptures sociales. Sa typologie des liens sociaux vise à comprendre ce qui attache les individus entre eux et à la société dans son ensemble d'une part et le caractère normatif de ses liens sociaux d'autre part. Cette théorie de l’attachement social s'inscrit dans le prolongement de la sociologie d’Émile Durkheim et permet de comparer des régimes d'attachement entre diverses sociétés.

## Distinctions
- Lauréat de la médaille de bronze du CNRS en 1991
- Lauréat de la médaille d'argent du CNRS en 2009[9]

## Publications
- La disqualification sociale : essai sur la nouvelle pauvreté, Paris, PUF, coll. « Sociologies », 1991, 4e édition mise à jour 1997, dernière édition dans la coll. « Quadrige » 2009 (avec une nouvelle préface "La disqualification sociale vingt ans après") (traduit en portugais, Sao Paulo, Educ/Cortez et Porto, Porto Editora, 2003).
- La société française et ses pauvres : l'expérience du revenu minimum d'insertion, Paris, Presses universitaires de France, coll. « recherches politiques », 1993, 2e édition mise à jour 1995, coll. « Quadrige » 2002 (avec une nouvelle préface à l’édition « Quadrige »).
- Précarité et risque d'exclusion en France (avec Jean-Paul Zoyem et Jean-Michel Charbonnel), Paris, La Documentation Française, coll. « Documents du CERC », no 109, 4e trimestre 1993.
- L’exclusion : l'état des savoirs (dir. Serge Paugam), Paris, La Découverte, coll. « Textes à l’appui », 1996.
- L’Europe face à la pauvreté : les expériences nationales de revenu minimum garanti, (dir. Serge Paugam), Paris, La Documentation française, coll. « Travail et Emploi », 1999.
- (pt) Por uma sociologia da exclusão social. O debate com Serge Paugam, São Paulo, Educ, 1999 (livre établi à partir de quatre conférences prononcées en avril 1998 à l’Université Catholique de São Paulo).
- Welfare Regimes and the Experience of Unemployment in Europe (dir. Duncan Gallie), Oxford, Oxford University Press, 2000.
- Le salarié de la précarité : les nouvelles formes de l’intégration professionnelle[10], Paris, Presses universitaires de France, coll. « Le lien Social », Série « Documents d’enquête », 2000 puis coll. « Quadrige » 2007 (réédition avec une nouvelle préface à l’édition « Quadrige »)[11], traduit en espagnol (Aulas y Andamios editora, 2014).
- Les mégapoles face au défi des nouvelles inégalités, (avec Isabelle Parizot, Pierre Chauvin et Jean-Marie Firdion, dir. Serge Paugam), Paris, Flammarion, coll. « Médecine-Sciences », 2002.
- La précarité professionnelle : effets individuels et sociaux, Entretiens avec Geneviève Fournier et Bruno Bourassa, Québec, Presses Universitaires de Laval, coll. « Trajectoires professionnelles et marché du travail contemporain », 2004.
- Les formes élémentaires de la pauvreté[12], Paris, Presses universitaires de France, coll. « Le lien social », 2005, traduit en espagnol (Alianza Editorial, 2007), en allemand (Hamburger Édition, 2008), en italien (Il Mulino, 2013), en Japonais (2016).
- Repenser la solidarité : l'apport des sciences sociales (dir. Serge Paugam), Paris, PUF, coll. « Le lien social », 2007, réédition « Quadrige » 2011 (avec une nouvelle préface à l’édition « Quadrige »).
- La régulation des pauvres (avec Nicolas Duvoux), PUF, coll. « Quadrige », 2008.
- La pratique de la sociologie, PUF, coll. « L », 2008 (traduit en arabe en 2013).
- Le lien social, Paris, PUF, coll. « Que sais-je ? », 2008.
- L'enquête sociologique (dir. Serge Paugam), Paris, PUF, coll. « Quadrige », 2010 (traduit en portugais chez Vozes-Editora en 2015).
- Les 100 mots de la sociologie (dir. Serge Paugam), Paris, PUF, coll. "Que sais-je ?", 2010.
- Des pauvres à la bibliothèque : enquête au Centre Pompidou[13],[14] (avec Camila Giorgetti et avec la collaboration de Benoît Roullin, Ingrid Bejarano, Juliette Ferreyrolles et Léna Paugam), Paris, PUF, coll. « Le lien social », 2013.
- L'intégration inégale : force, fragilité et rupture des liens sociaux (dir. Serge Paugam), Paris, PUF, coll. « Le lien social », 2014.
- Vivre ensemble dans un monde incertain[15], Éditions de l'Aube, coll. « L'urgence de comprendre », 2015.
- Ce que les riches pensent des pauvres [16],[17],[18], avec Bruno Cousin, Camila Giorgetti et Jules Naudet, Paris, Seuil, 2017.
- 50 questions de sociologie, (dir. Serge Paugam), Presses Universitaires de France, « Hors collection », 2020, 528 p.
- L'attachement social. Formes et fondements de la solidarité humaine, Paris, Seuil, 2023.